# Česko-kosovské vztahy

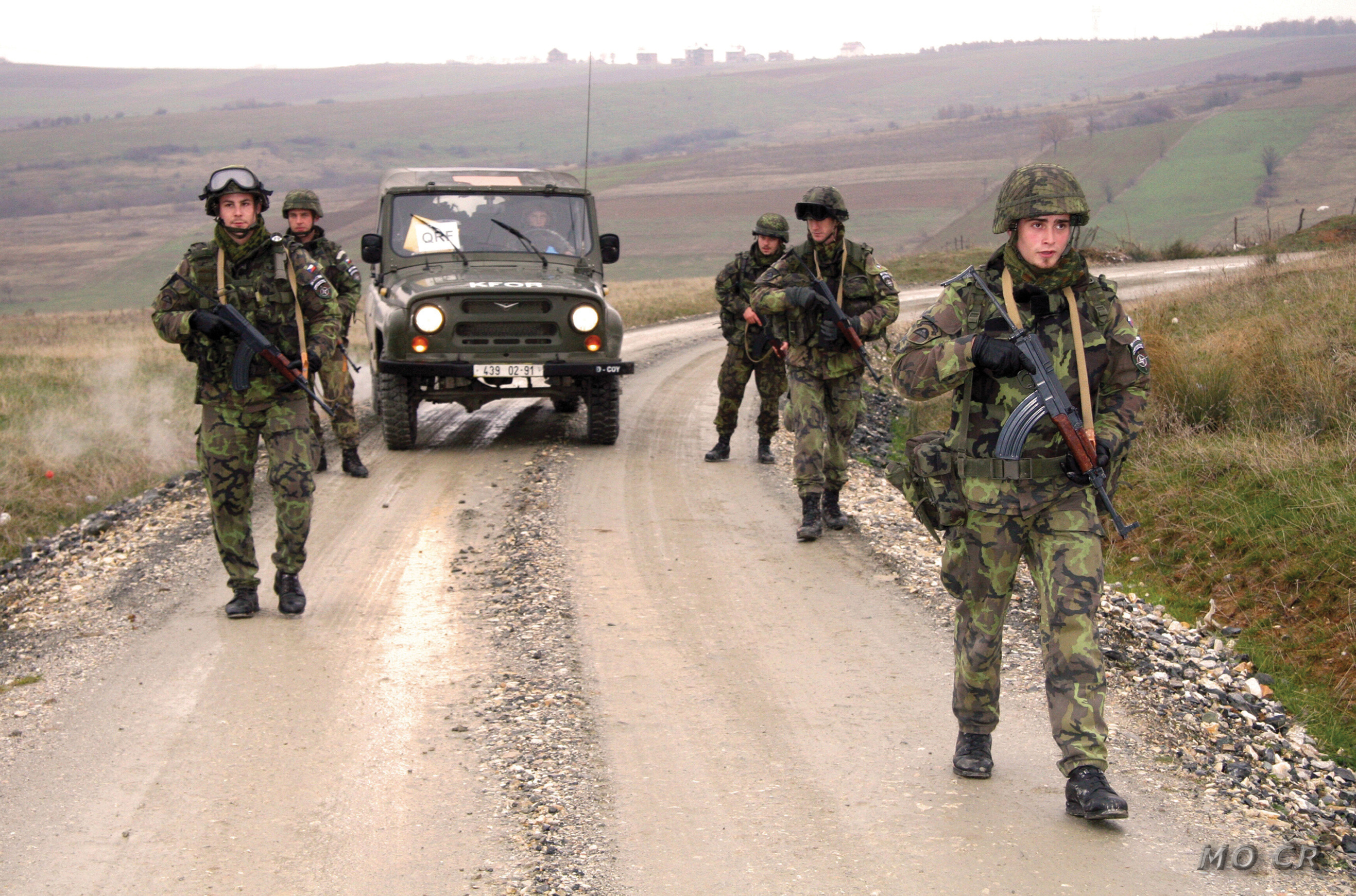
Čeští vojáci v rámci mise KFOR.

Česko-kosovské vztahy mezi oběma zeměmi byly navázany dne 21. května 2008.
Česká republika nedlouho po vyhlášení nezávislosti Kosova otevřela svojí ambasádu v Prištině a Kosovo rovněž otevřelo své velvyslanectví v Praze. 

## Před vyhlášením nezávislosti Kosova
Česká republika jako člen Severoatlantické aliance nezůstala stranou operací proti Svazové republice Jugoslávii v souvislosti s válkou v roce 1999. Vojenské operace NATO byly zahájeny jen nedlouho poté, co Česká republika vstoupila do této aliance. Tehdejší česká vláda odsouhlasila letounům aliance využívání vzdušného prostoru České republiky pro bombardovací kampaň. První čeští vojáci byli vysláni do Kosova v rámci mise OSN již v červnu 1999. Český kontingent byl velmi malý, nejmenší z členských zemí NATO, což si vysloužilo kritiku např. ze strany tehdejšího českého prezidenta Václava Havla. Čeští vojáci patrolovali v blízkosti města Podujeva na východě Kosova. Dne 27. června 1999 navštívil Kosovo český prezident Havel.[zdroj?]
Česká republika se rovněž aktivně podílela na poválečné obnově Kosova. Do září 2000 bylo vyčleněno 15 milionů USD na obnovu kosovské infrastruktury.[zdroj?]

## Uznání nezávislosti
Poté, co Kosovo 17. února 2008 vyhlásilo jednostranně nezávislost na Srbsku, oznámila česká vláda, že vznik nového státu nejprve neuzná. Vláda v Praze počkala až na vyjádření Evropské unie. Členské země Evropské unie z obav před separatismem vlastních regionů společné stanovisko neschválily, přesto nakonec většina zemí EU postupně nezávislost uznala, až na Rumunsko, Řecko, Španělsko a Slovensko. Tehdejší ministr zahraničí Karel Schwarzenberg se proto rozhodl vyčkat do okamžiku, až bude Kosovo uznáno větším počtem evropských zemí tak, aby se podle toho mohla Česká republika odpovídajícím způsobem zachovat.[zdroj?]
Diskuze o uznání nově vzniklého státu byla probírána i na politické scéně. Zástupci ČSSD a KSČM se stavěli negativně k myšlence uznání jednostranně vyhlášeného nezávislého státu. Se srbskou stranou sympatizoval rovněž i tehdejší prezident České republiky, Václav Klaus, který zdůrazňoval dobré vztahy mezi Českem a Srbskem. Mezi první podporovatele nezávislého Kosova v Česku se zařadil tehdejší ministr pro evropské záležitosti Alexandr Vondra. Nakonec svojí podporu pro uznání vyjádřili i tehdejší premiér Mirek Topolánek a ministr zahraničí Karel Schwarzenberg. Navázání diplomatických styků schválila Vláda České republiky dne 21. května 2008, nedlouho po parlamentních volbách v Srbsku.[zdroj?]
Poté, co se česká vláda rozhodla uznat nezávislé Kosovo a svoji styčnou kancelář v Prištině povýšila na oficiální velvyslanectví, nechalo Srbsko stáhnout svého velvyslance z Prahy. Srbsko tak učinilo i v případě jiných států, které uznaly nezávislé Kosovo. Uznání odsoudil tehdejší prezident Václav Klaus. Tehdejší ministr zahraničí Česka Karel Schwarzenberg argumentoval tím, že nezávislý kosovský stát je realitou. Uznání Kosova ze strany české vlády doprovázel incident s kamenováním autobusu s českými aktivisty proti uznaní Kosova "Přátel Srbů na Kosovu" v obci Visoki Dečani obývané Albánci.
Politickým tématem bylo uznání Kosova v Česku ještě asi měsíc od oficiálního rozhodnutí. Srbský velvyslanec se do Prahy vrátil v srpnu 2008. V témže měsíci se také sešli poprvé český ministr zahraničí Karel Schwzarenberg a tehdejší kosovský ministr zahraničí Skender Hyseni.[zdroj?]
Čeští policisté působí rovněž i v misi EULEX. Z vojenské základny Šajkovac odešli čeští vojáci v roce 2011.
Po roce 2013, kdy byl v České republice zvolen prezidentem Miloš Zeman, pokračovaly rovněž ze strany hlavy státu kritická vyjádření na adresu kosovského státu. Miloš Zeman označil Kosovo za stát se silným vlivem narkomafií. Vláda České republiky dlouhodobě podporuje snahu Kosova o integraci do Evropské unie.

## Ekonomická spolupráce
Nedlouho po navázání vzájemných styků začaly firmy z České republiky projevovat zájem o expanzi do Kosova. Mezi první zájemce se zařadila např. společnost ČEZ, která se zúčastnila výběrového řízení na výstavbu nové tepelné elektrárny.[zdroj?]
V roce 2010 považovala Česká republika Kosovo za prioritní zemi pro poskytování Rozvojové pomoci. Česká vláda nechala financovat některé drobnější projekty pro zlepšení infrastruktury v Kosovu, které se soustředily na životní prostředí, vodohospodářství a pomoc nevidomým. Byla například vybudována čistírna odpadních vod u Badovackého jezera. V roce 2017 požádala Vláda Kosova o realizaci podobného objektu na území opštiny Zubin Potok. V roce 2013 byla zahájena spolupráce mezi Českou republikou a Kosovem v souvislosti s rozvojem kombinátu Trepča.
Obchodní bilance Česka a Kosova byla v druhé dekádě 21. století značně nevyvážená. Česko vyváželo do Kosova více, než Kosovo dovezla z Česka. Rozdíl byl téměř osmnáctinásobný. Český vývoz do Kosova do značné míry tvoří automobily společnosti Škoda Auto a další stroje a zařízení, např. autobusy společnosti Iveco. Dále jsou od nás do Kosova vyváženy pneumatiky, chemikálie a čisticí prostředky. V roce 2016 bylo z České republiky do Kosova vyvezeno zboží v hodnotě 13,7 mil. EUR a z Kosova dovezeno zboží v hodnotě 751 000 EUR. Česká republika dováží z Kosova sušené ovoce, koření a víno, kromě toho také suroviny, mezi které patří např. zinek, kovový šrot aj.